# (207687) Senckenberg
Pour les articles homonymes, voir Senckenberg.
(207687) Senckenberg est un astéroïde de la ceinture principale.

## Description
(207687) Senckenberg est un astéroïde de la ceinture principale. Il fut découvert le 12 septembre 2007 à Taunus par Erwin Schwab et Rainer Kling. Il présente une orbite caractérisée par un demi-grand axe de 2,36 UA, une excentricité de 0,22 et une inclinaison de 2,8° par rapport à l'écliptique.

## Compléments